# Krigsåret 1800

## Pågående krig
- Franska revolutionskrigen (1792-1802)[1], andra koalitionskriget (1798-1801) 
  - Frankrike med flera på ena sidan
  - Österrike, Storbritannien, Ryssland med flera på andra sidan

- Indiankrigen (1622-1918)
  - Diverse stater i Amerika på ena sidan
  - Diverse indainstammar på andra sidan

## Händelser

### Juni
- 14 - Napoleon besegrar Österrike i slaget vid Marengo.

### December
- 3 - Johan av Österrike besegras av fransmännen under Jean Victor Marie Moreau i slaget vid Hohenlinden.

### Fotnoter
1. ↑  ”Index of Major Conflicts since 1700” (på engelska). World Statesmen. http://www.worldstatesmen.org/WARS.html. Läst 28 juni 2011.